# Nannocharax
Genre
Nannocharax est un genre de poissons téléostéens de la famille des Distichodontidae et de l'ordre des Characiformes.

## Liste d'espèces
Selon FishBase (22 juin 2015):
- Nannocharax altus Pellegrin, 1930
- Nannocharax angolensis (Poll, 1967)
- Nannocharax ansorgii Boulenger, 1911
- Nannocharax brevis Boulenger, 1902
- Nannocharax dageti Jerep, Vari & Vreven, 2014[2]
- Nannocharax elongatus Boulenger, 1900
- Nannocharax fasciatus Günther, 1867
- Nannocharax fasciolaris Nichols & Boulton, 1927
- Nannocharax gracilis Poll, 1939
- Nannocharax hastatus Jerep & Vari, 2014[3]
- Nannocharax hollyi Fowler, 1936
- Nannocharax intermedius Boulenger, 1903
- Nannocharax latifasciatus Coenen & Teugels, 1989
- Nannocharax lineomaculatus Blache & Miton, 1960
- Nannocharax lineostriatus (Poll, 1967)
- Nannocharax luapulae Boulenger, 1915
- Nannocharax machadoi (Poll, 1967)
- Nannocharax macropterus Pellegrin, 1926
- Nannocharax maculicauda Vari & Géry, 1981
- Nannocharax micros Fowler, 1936
- Nannocharax minutus Worthington, 1933
- Nannocharax monardi (Pellegrin, 1936)
- Nannocharax multifasciatus Boulenger, 1923
- Nannocharax niloticus (Joannis, 1835)
- Nannocharax occidentalis Daget, 1959
- Nannocharax ocellicauda Boulenger, 1907
- Nannocharax ogoensis Pellegrin, 1911
- Nannocharax parvus Pellegrin, 1906
- Nannocharax procatopus Boulenger, 1920
- Nannocharax pteron Fowler, 1936
- Nannocharax reidi Vari & Ferraris, 2004
- Nannocharax rubensteini (Jerep & Vari, 2013)
- Nannocharax rubrolabiatus Van den Bergh, Teugels, Coenen & Ollevier, 1995
- Nannocharax schoutedeni Poll, 1939
- Nannocharax signifer Moritz, 2010
- Nannocharax taenia Boulenger, 1902
- Nannocharax uniocellatus (Pellegrin, 1926)
- Nannocharax usongo Dunz & Schliewen, 2009
- Nannocharax wittei (Poll, 1933)
- Nannocharax zebra Dunz & Schliewen, 2009